# Mohmand (Pakistan)

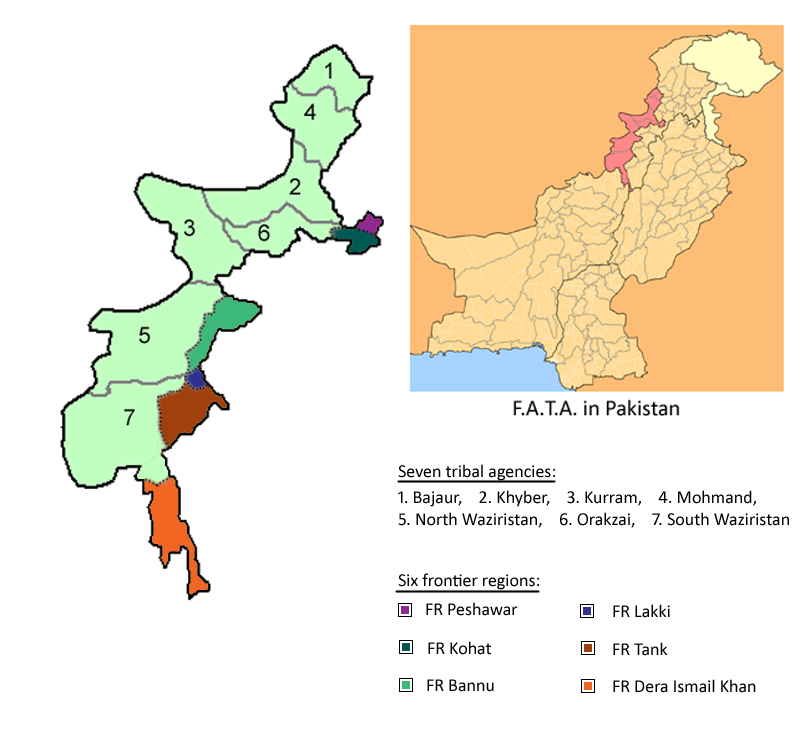
Agencies und Frontier Regions in den Stammesgebieten unter Bundesverwaltung – Mohmand befindet sich im Norden und ist mit der 4 gekennzeichnet

Geografische Lage von Mohmand

Mohmand war bis 2018 ein Stammesgebiet unter Bundesverwaltung in Pakistan an der Grenze zu Afghanistan. Seit 2018 gehört Mohmand zur Provinz Khyber Pakhtunkhwa.

## Konflikte
Die Region gilt als Rückzugsgebiet und Hochburg von Taliban und al-Qaida. Es kommt im Konflikt in Nordwest-Pakistans immer wieder zu Kämpfen zwischen den Streitkräften Pakistans und Aufständischen in der Region.
Am 6. Dezember 2010 griffen zwei Selbstmordattentäter eine Versammlung von Stammesmitgliedern an. Dabei kamen mindestens vierzig Menschen ums Leben und sechzig wurden verletzt.
Wegen der Kämpfe zwischen den Pakistanischen Streitkräften und Aufständischen flüchteten im Februar 2011 etwa 20.000 Menschen aus Mohmand.
Am 26. November 2011 kamen bei einem Angriff auf den pakistanischen Stützpunkt Salala in Mohmand durch die NATO zwischen 24 und 26 pakistanische Soldaten ums Leben. Der Vorfall löste massive Unstimmigkeiten zwischen den zwei Regierungen aus.